# Ksantin
Ksantin je kemijski spoj koji spada u skupinu purinski baza, te se nalazi u ljudskom tijelu kao produkt razgradnje purina.
Brojna stimulirajuća sredstva kao što su npr. kofein i teobromin su derivati ksantina. 
Ksantin je produkt razgradnje purina, te nastaje na tri načina:
- iz gvanina djelovanjem enzima gvanina deaminaza
- iz hipoksantina djelovanjem enzima ksantin oksidaza
- iz ksantozina djelovanjem enzima purinske nukleozidne fosforilaze

Ksantina u tijelu čovjeka se dalje djelovanje enzima ksantina oksidaze pretvara u uričnu kiselinu. 
Nedostatak ksantine oksidaze ili ksantinurija je rijetki genetički poremećaj kod koje oboljeli imaju povećanu količinu ksantina u krvi i mokraći.